# Комітет Верховної Ради України у справах ветеранів, учасників бойових дій, учасників антитерористичної операції та людей з інвалідністю
Комітет Верховної Ради України у справах ветеранів, учасників бойових дій, учасників антитерористичної операції та людей з інвалідністю — профільний комітет Верховної Ради України.
Створений 4 грудня 2007 р. як Комітет Верховної Ради України у справах пенсіонерів, ветеранів та інвалідів.
Перейменований 4 грудня 2014 р. на Комітет Верховної Ради України у справах ветеранів та інвалідів.
Перейменований 4 лютого 2015 р.

## Сфери відання
Комітет здійснює законопроєктну роботу, готує, попередньо розглядає питання, віднесені до повноважень Верховної Ради України, та виконує контрольні функції у таких сферах відання:
- державна політика у сфері пенсійного забезпечення та пенсійної реформи;
- правовий статус і соціальний захист ветеранів війни, жертв нацистських переслідувань, ветеранів праці, інших громадян похилого віку та регулювання діяльності їх громадських об'єднань;
- законодавче забезпечення увічнення пам'яті загиблих при захисті Батьківщини;
- соціальний захист і реабілітація інвалідів та діяльності підприємств і громадських об'єднань інвалідів;
- законодавче врегулювання гуманітарної допомоги, що надходить в Україну;
- законодавче регулювання надання соціальних послуг пенсіонерам, ветеранам та інвалідам.

## Склад VII скликання[4]
Керівництво:
- Сушкевич Валерій Михайлович — Голова Комітету
- Лютікова Валентина Іванівна — Перший заступник голови Комітету, голова підкомітету з питань законодавства у сфері пенсійного забезпечення
- Куніцин Сергій Володимирович — Заступник голови Комітету, голова підкомітету з питань законодавчого забезпечення соціального захисту ветеранів війни та праці
- Морозенко Євгеній Вадимович — Секретар Комітету
- Леонов Едуард Володимирович — Голова підкомітету з питань законодавчого забезпечення прав інвалідів, їх соціального захисту та реабілітації

Члени:
- Кудря Володимир Іларіонович
- Яценюк Арсеній Петрович[5].

## Склад VIII скликання[6]
Керівництво:
- голова Комітету — Третьяков Олександр Юрійович
- перший заступник голови Комітету — Бурбак Максим Юрійович
- заступник голови Комітету — Гаврилюк Михайло Віталійович
- заступник голови Комітету — Рибчинський Євген Юрійович
- заступник голови Комітету — Шухевич Юрій-Богдан Романович

Члени:
- Бойко Юрій Анатолійович
- Єремеєв Ігор Миронович
- Загорій Гліб Володимирович[2].